# آتشفشان زیردریایی

شکل یک فوران زیردریایی
۱- ابر بخار آب
۳- چینه
۴- جریان گدازه
۵- مجرای ماگما
۶- انباشت‌گاه ماگما
۷- آذرین‌تیغه
۸- گدازه بالشی

آتشفشان زیردریایی (انگلیسی: Submarine volcano) نوعی آتشفشان است که مجرای آن در زیر آب‌های دریا قرار دارد و از این طریق ماگما به سطح زمین راه می‌یابد. برآورد می‌شود که حدود ۷۵٪ خروج ماگما از طریق این‌گونه آتشفشان‌ها صورت می‌گیرد. بخش عمده این آتشفشان‌ها در نزدیکی مرز صفحه‌های زمین‌ساختی واقع شده که به نام پشته میانی اقیانوس شناخته می‌شوند. گرچه بیشتر این آتشفشان‌ها در نقاط ژرف دریاها و اقیانوسها قرار دارند، با این حال برخی از آن‌ها در آب‌های کم‌عمق نیز یافت می‌شوند که می‌توانند در هنگام فوران، مواد آتشفشانی را به بیرون از آب منتقل نمایند.
وجود آب در این آتشفشان‌ها می‌تواند تغییر بزرگی در ویژگی‌های فوران آتشفشانی پدید آورد. به عنوان مثال افزایش هدایت گرمایی آب باعث سرد شدن و انجماد سریع‌تر ماگما نسبت به فوران زمینی شده و اغلب باعث تبدیل ماگما به شیشه آتشفشانی می‌شود. در ژرفای ۲۲۰ متری اقیانوس، جایی که فشار به ۲۱۸ اتمسفر می‌رسد، نقطه بحرانی آب تبدیل به سیال فوق‌بحرانی می‌شود.